# Acada
Acada es un género de lepidópteros ditrisios de la subfamilia Hesperiinae  dentro de la familia Hesperiidae.

## Especies
- Acada annulifer (Holland, 1892)
- Acada biseriata (Mabille, 1893)